# Quicksand – Gefangen im Treibsand (2003)
Quicksand – Gefangen im Treibsand (Alternativtitel: Quicksand – Schmutziges Geld) ist ein französisch-britischer Thriller von John Mackenzie aus dem Jahr 2003. Er ist eine Verfilmung des Romans Boudapesti 3 von Desmond Lowden.

## Handlung
Der New Yorker Martin Raikes arbeitet für eine Bank, die in Europa die Produktion eines Films finanziert. Nach einem anonymen Hinweis auf Unregelmäßigkeiten und dubiosen Transaktionen reist er nach Monaco, um die Bücher zu kontrollieren. Dort entdeckt er Indizien dafür, dass der Film für den Mafiaboss Oleg Butraskaya lediglich ein Vorwand zur Geldwäsche ist. Daraufhin wird ihm ein Mord untergeschoben, woraufhin er von den Verbrechern und der Polizei gejagt wird. Zusammen mit Lela Forin, die für die Mafia gearbeitet hatte und von ihm getötet werden sollte, und dem alternden Filmstar Jake Mellows kämpft Raikes gegen die russische Mafia in Südfrankreich. Diese entführt schließlich seine Tochter, um ihn zur Aufgabe zu zwingen. Schlussendlich werden Oleg Butraskaya und seine Helfer von Raikes, Forin und Mellows gestellt und von einem korrupten Polizisten erschossen.

## Kritiken
- David Cornelius schrieb in „Hollywood Bitchslap“, dass der Thriller ein „B-Film“ mit „A-Stars“ sei.
- Christopher Null schrieb auf Filmcritic.com, dass der Film selbst für die Fans von Michael Keaton oder Michael Caine peinlich und langweilig sei.